# Renaud de Vaudémont
 (mai 2025).
Renaud de Vaudémont, né vers 1252, mort en 1279, fut comte de Vaudémont et d'Ariano de 1278 à 1279. Il était fils d'Henri Ier, comte de Vaudémont, et de Marguerite de la Roche.

## Biographie
En 1265, il accompagne son père qui participe à l'expédition de Charles d'Anjou en vue de conquérir le royaume de Sicile, puis se rend en Grèce, rendre visite à sa famille maternelle, les ducs d'Athènes. En 1278, il hérite des comtés de son père, mais meurt peu après, entre janvier et mars 1279.

## Sources
- Michel François, Histoire des comtes et du comté de Vaudémont des origines à 1473, Nancy, Imprimeries A. Humblot et Cie, 1935, 459 p. [détail des éditions]
- Georges Poull, La Maison ducale de Lorraine, Nancy, Presses universitaires de Nancy, 1991, 575 p. [détail de l’édition] (ISBN 2-86480-517-0)